# Meseta Adamawa
La meseta Adamawa (también Adamaoua, del francés) es una meseta situada en el centro-oeste de África, que se extiende desde la parte sudoriental de Nigeria (Adamawa) y el norte de Camerún (Región del Norte) hasta la República Centroafricana. La meseta recibe su nombre en homenaje al dirigente Modibo Adama, líder musulmán de los fulani.
La parte de la meseta que se sitúa en Nigeria es conocida popularmente como montañas Gotel. La Adamawa es fuente de numerosos manantiales, como el del río Benue. Es importante por sus yacimientos de bauxita. La altitud media es cercana a los 1000 metros, pero algunas elevaciones alcanzan los 2650 metros.
La vegetación es la típica de la sabana y la región está poco poblada. La ganadería es la principal ocupación.